# Veckholms församling
Veckholms församling är en församling i Upplands västra kontrakt i Uppsala stift. Församlingen ligger i Enköpings kommun i Uppsala län och ingår i Enköpings pastorat.

## Administrativ historik
Församlingen har medeltida ursprung. 
Församlingen utgjorde på medeltiden ett eget pastorat för att därefter vara moderförsamling i pastoratet Veckholm, Kungs-Husby och Torsvi som 1962 utökades med Lillkyrka, Boglösa och Vallby församlingar. År 2006 införlivades i församlingen Kungs-Husby och Torsvi församlingar, samtidigt som Lillkyrka och Vallby församlingar uppgick i Boglösa församling. Från 2014 ingår församlingen i Enköpings pastorat.

## Kyrkoherdar
| 1369      | Johannes                         |           |  |
| 1399      | Magnus                           |           |  |
| 1410–1443 | Olaus Laurentii (Olof Laurisson) |           |  |
| 1444–1470 | Salvo Petri Winfrufva            |           |  |
| 1530      | Malchior                         |           |  |
| 1556      | Andreas                          |           |  |
| 1569–1577 | Jacobus Gislonis                 |           |  |
| 1593–1595 | Petrus Benedicti                 |           |  |
| –1620     | Joachim Olai Bröms               | –1620     |  |
| 1642–1646 | Olaus Jonæ Skogh                 |           |  |
| 1647–1658 | Ericus Abrahami Filmerus         | –1658     |  |
| 1659–1668 | Michael Bostadius                | –1668     |  |
| 1669–1696 | Andreas Magni Leufstadius        | –1696     |  |
| 1697–1712 | Udde Mackej                      | –1712     |  |
| 1714–1717 | Lars Öijer                       | –1717     |  |
| 1719–1738 | Anders Leufstadius               | –1738     |  |
| 1739–1772 | Johan Wiman                      | 1701–1772 |  |
| 1773–1803 | Lars Hydrén                      | 1738–1803 |  |
| 1805–1826 | Pehr Axelsson Rönquist           | 1765–1826 |  |
| 1828–     | Johan Börjesson                  | 1790–     |  |

## Kyrkor
- Veckholms kyrka
- Kungs-Husby kyrka
- Torsvi kyrka